# (154902) Davidtoth
(154902) Davidtoth est un astéroïde de la ceinture principale.

## Description
(154902) Davidtoth est un astéroïde de la ceinture principale. Il fut découvert le 12 septembre 2004 à Vail-Jarnac par l'observatoire Jarnac. Il présente une orbite caractérisée par un demi-grand axe de 3,13 UA, une excentricité de 0,12 et une inclinaison de 8,6° par rapport à l'écliptique.

## Compléments